# Rethem (Aller)
Rethem település Németországban, azon belül Alsó-Szászország tartományban. Lakosainak száma 2387 fő (2023. december 31.).

## Népesség
A település népességének változása:
| Lakosok száma | 2324 | 2326 | 2337 | 2352 | 2382 | 2387 |
|               | 2016 | 2017 | 2019 | 2021 | 2022 | 2023 |